# Tro Breizh

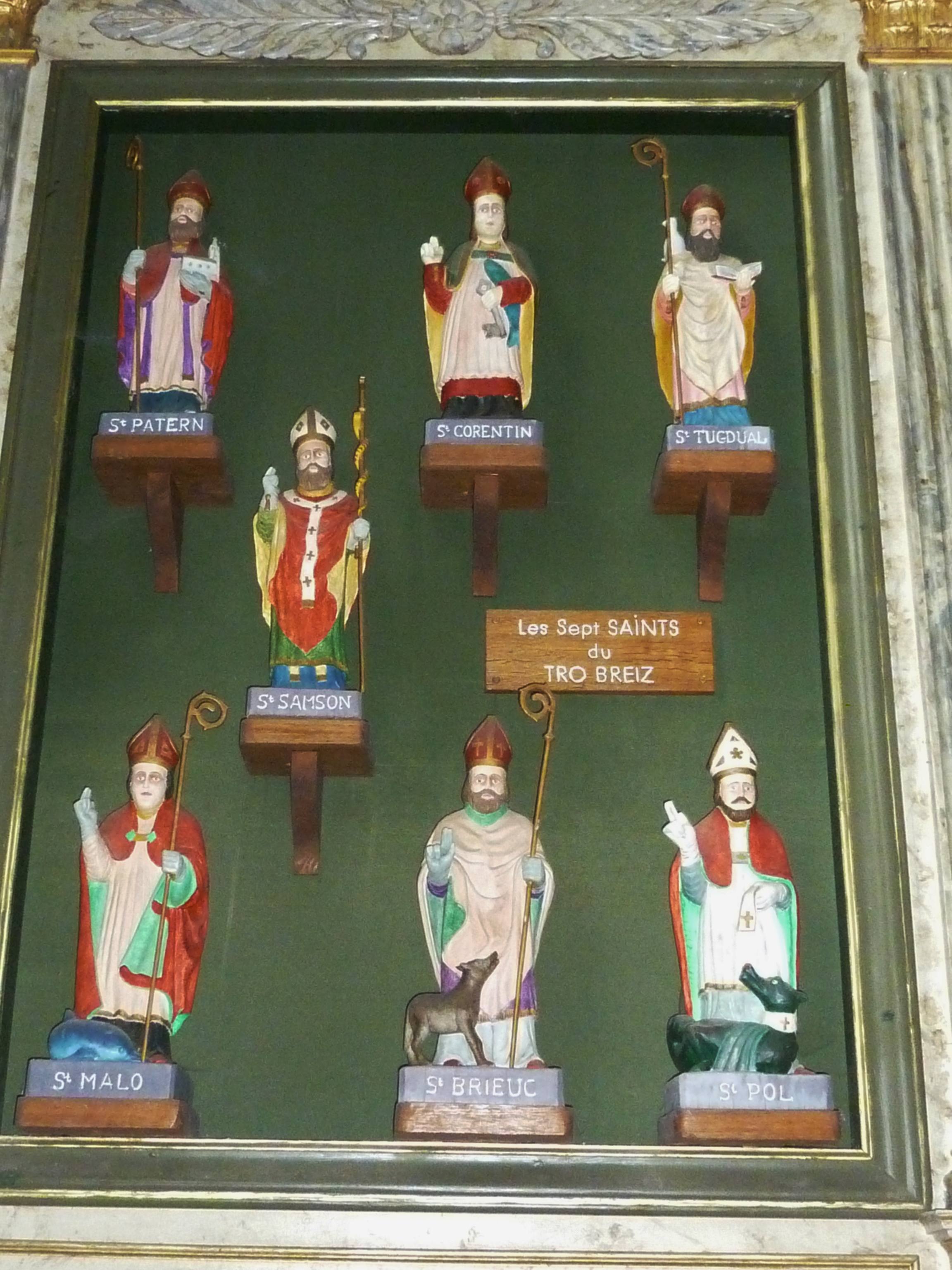
Saint-Pol-de-Léon: Kapel van Notre-Dame du Kreisker, de zeven heiligen van de Tro Breiz

Tro Breizh betekent in het Bretons de “ronde van Bretagne”. Het is een bedevaart die zeven steden van de zogenaamde stichters van Bretagne verbindt. Dat zijn monniken die van Wales en Cornwall kwamen in de vijfde en zesde eeuw. Ze vestigden het christendom in Armorica en stichtten de eerste bisdommen.
Origineel werd de pelgrimage uitgevoerd in één maand. De afstand bedroeg ongeveer 600 km, het typische aan de bedevaart was, dat het traject een lus vormde, waarbij men de zeven kathedralen van de zeven bisdommen bezocht en terug eindigde op zijn vertrekpunt. Een oude Bretonse legende vertelde, dat diegenen die de bedevaart niet deden tijdens hun leven verdoemd zouden worden om ze in het hiernamaals te doen, waarbij ze dan dagelijks niet meer dan de lengte van hun kist mogen stappen.

## Geschiedenis
De (oude) bisdommen die gesticht werden door de zeven heiligen zijn:
- bisdom Saint-Brieuc, heilige Brieuc (ca. 409 – ca. 502)
- bisdom Vannes, heilige Paterne (?? – 490 à 511)
- bisdom Saint-Malo, heilige Malo
- bisdom Dol, heilige Samson van Dol (ca. 495 – ca. 565)
- bisdom Cornouaille, heilige Corentinus van Quimper (ca. 375 - 401)
- bisdom Léon, heilige Pol Aurélien (ca. 490 – ca. 594)
- bisdom Tréguier, heilige Tugdual (?? – ca. 563)

De bisdommen Rennes en Nantes, gesticht door respectievelijk de heilige Melaine (ca. 456 – ca. 535) en de heilige Clair van Nantes (einde van de 3e eeuw) werden gesticht door Romeinen of Gallo-Romeinen. Ze behoorden niet tot het aartsbisdom Dol dat in 848 werd gesticht door koning Nominoë, vandaar dat ze waarschijnlijk niet zijn opgenomen in de bedevaart van de zeven heiligen.
Door de invallen van de Noormannen op het einde van de 9e en het begin van de 10e eeuw, vluchtten de monniken naar Frankrijk en Engeland en ze namen de relieken van de heiligen mee. Ook de aristocratie ging op de loop. Nadat de Vikings in 936 verslagen worden door Alain II met de scheve baard, herneemt de verering van de zeven heiligen en waarschijnlijk de pelgrimage.
In verscheidene testamenten uit de vroege 13e eeuw worden legaten gedaan aan de kerken van de zeven heiligen en in een document over het onderzoek voorafgaand aan de canonisatie van de heilige Ivo (1253 – 1303) vinden we drie getuigenissen over de bedevaart. Op basis hiervan en van een tekst die zegt dat de bedevaart zeer populair was in de tijd van de H. Ivo, besluit de auteur dat de bedevaart waarschijnlijk al van in de 10e eeuw bestond.

## Een nieuwe versie
Omstreeks de 17e eeuw was de Tro Breizh vergeten, maar in 1994 werd de draad terug opgenomen door de vereniging Les Chemins du Tro Breizh. Alleen loopt men de tocht niet meer in een keer maar wordt jaarlijks één etappe georganiseerd. Allerhande verenigingen hebben het idee overgenomen.
De route die normalerwijze gevolgd wordt ziet er als volgt uit
- Quimper, stad van de heilige Corentinus van Quimper
- Saint-Pol-de-Léon, stad van de heilige Pol Aurélien
- Tréguier, stad van de heilige Tugdual
- Saint-Brieuc, stad van de heilige Brieuc
- Saint-Malo, stad van de heilige Malo (Machutus)
- Dol de Bretagne, stad van de heilige Samson van Dol
- Vannes, stad van de heilige Paterne.

Er is geen vastgelegd vertrekpunt en ook de weg ligt niet vast zoals dat wel het geval is voor de route naar Compostella. De GR 34 die de ronde van Bretagne maakt via oude douanewegen, laat toe van het traject af te leggen via een origineel circuit..

## Weblinks
- Pèlerinages de France, Les Sept-Saints de Bretagne